# Waking Up the Neighbours
Waking Up the Neighbours je šesté studiové album kanadského rockového hudebníka Bryana Adamse. Vydáno bylo 24. září 1991 prostřednictvím vydavatelství A&M Records. Producentem desky byl Robert John Lange, mastering si vzal na starosti Bob Ludwig. Nahrávání probíhalo ve studiu Battery Studios v Londýně a ve Vancouveru ve studiu The Warehouse Studio.

## Seznam skladeb
| Pořadí         | Název                                   | Autor                                 | Délka |
| -------------- | --------------------------------------- | ------------------------------------- | ----- |
| 1.             | Is Your Mama Gonna Miss Ya?             | Adams, Lange                          | 4:41  |
| 2.             | Hey Honey – I'm Packin' You In          | Adams, Lange, Victoria Russell, Scott | 3:59  |
| 3.             | Can't Stop This Thing We Started        | Adams, Lange                          | 4:29  |
| 4.             | Thought I'd Died and Gone to Heaven     | Adams, Lange                          | 5:50  |
| 5.             | Not Guilty                              | Adams, Lange                          | 4:12  |
| 6.             | Vanishing                               | Adams, Lange                          | 5:03  |
| 7.             | House Arrest                            | Adams, Lange, Vallance                | 3:58  |
| 8.             | Do I Have to Say the Words?             | Adams, Lange, Vallance                | 6:11  |
| 9.             | There Will Never Be Another Tonight     | Adams, Lange, Vallance                | 4:40  |
| 10.            | All I Want Is You                       | Adams, Lange                          | 5:20  |
| 11.            | Depend on Me                            | Adams, Lange, Vallance                | 5:07  |
| 12.            | (Everything I Do) I Do It for You       | Adams, Lange, Michael Kamen           | 6:34  |
| 13.            | If You Wanna Leave Me (Can I Come Too?) | Adams, Lange                          | 4:43  |
| 14.            | Touch the Hand                          | Adams, Lange                          | 4:05  |
| 15.            | Don't Drop That Bomb on Me              | Adams, Lange                          | 6:00  |
| Celková délka: | Celková délka:                          | Celková délka:                        | 74:52 |

## Obsazení
- Bryan Adams – zpěv, kytara, piano
- Keith Scott – kytara, doprovodný zpěv
- Tommy Mandel – varhany, syntezátor, piano
- Dave Taylor – basová kytara
- Mickey Curry – bicí

Hosté
- Larry Klein – basová kytara
- Phil Nicholas — klávesy
- Robbie King – Hammondovy varhany
- Bill Payne – piano
- Ed Shearmur — klávesy
- The Tuck Back Twins – doprovodný zpěv

Technická podpora
- Robert John Lange – producent
- Bob Ludwig – mastering
- Andrew Catlin – fotograf